# 聖三一礼拝堂
滝乃川学園聖三一礼拝堂（たきのがわがくえんせいさんいちれいはいどう）は、東京都国立市矢川三丁目16番地1の社会福祉法人滝乃川学園内にある日本聖公会東京教区の教会（礼拝堂）である。所有・管理者は社会福祉法人滝乃川学園。

## 概要
日本初の知的障害児者施設である滝乃川学園は、日本聖公会の信徒である社会事業家・石井亮一によって1891年に創立され、その際に礼拝堂も併置されたが、1928年、現在の東京都豊島区から当地に移転した際に、聖公会のジョン・マキム主教から寄贈されたのが本礼拝堂である。
竣工翌年の1929年に聖別式がおこなわれ、以来、学園や地域のキリスト教信仰の支柱となってきた。鉄筋コンクリート構造で、礼拝堂全体が十字架を模した造りになっている。イギリスの郊外に見られる、質素で牧歌的なデザインの礼拝堂である。
2003年には、国立市の登録有形文化財に登録されている。チャプレンは日本聖公会が任免する。現任は須賀義和司祭。
通常、学園の宗教関係の行事に使用されているが、参列自由な日曜日の定例礼拝やボランティアによるチャリティーコンサートなど、園外の人々にも開放されている。なお、結婚式を挙げることも可能である。
2007年には、美智子皇后（当時、現・上皇后）が非公式に本礼拝堂を訪れ、学園が保存し、礼拝堂に置かれている「天使のピアノ」（創立者・石井亮一の夫人筆子の遺品で、日本最古の輸入ピアノ。国立市登録有形文化財）を、施設利用者とともに奏でた。

## アクセス
- JR南武線矢川駅南口より徒歩10分
- JR中央線国立駅南口から立川バス・国立操車場（国10-2系統）または国立泉団地（国41系統・国42系統）行き。くにたち郷土文化館停留所より徒歩1分